# فيكتور ميتشيل
فيكتور ميتشيل (بالإنجليزية: Victor Mitchell)‏ هو سياسي أمريكي، ولد في 12 ديسمبر 1965 في الولايات المتحدة. حزبياً، نشط في الحزب الجمهوري. وقد انتخب عضو مجلس نواب كولورادو.